# Arius jella
Arius jella es una especie de pez de la familia Ariidae en el orden de los Siluriformes.

## Morfología
• Los machos pueden llegar alcanzar los 30 cm de longitud total y los 500 g de peso.

## Distribución geográfica
Se encuentra en la India.